# Добролюбовский переулок
Добролюбовский переулок — переулок в центральной исторической части города Таганрога (Ростовская область).

## География
Расположен между улицей Шмидта и улицей Шевченко, пересекая Октябрьскую площадь и площадь Маяковского. Протяжённость 1450 м. Нумерация домов ведётся от улицы Шмидта.

## История
Добролюбовский переулок ранее назывался 2-м Поперечным, затем — Успенским. Имя «Успенский переулок» ему было дано в честь Успенского собора, располагавшегося в центре современной Октябрьской площади с 1790 по 1938 год.
В 1923 году получил имя русского литературного критика и публициста Н. А. Добролюбова. К Таганрогу Добролюбов непосредственного отношения не имеет.

## В переулке расположены

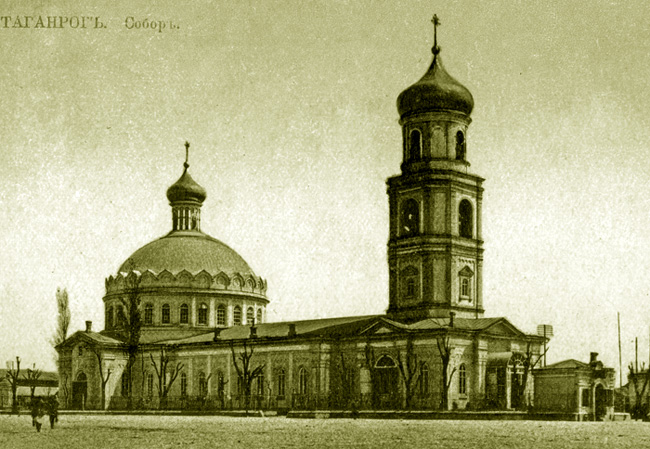
Успенский собор (не сохранился)

- Часовня «Ясли» — Добролюбовский пер., 2[4]. Не сохранилась[4].
- Выставочный зал и мастерские Таганрогского отделения Союза художников РФ — Добролюбовский пер., 6.
- Дом Джурича (Здание Окружного суда)[5] — Таганрогский металлургический колледж — Добролюбовский пер., 9-11.
- Успенский собор. Не сохранился
- Общежитие Инженерно-технологической академии ЮФУ № 2 — Добролюбовский пер., 15.
- Квартал, занимаемый корпусом «Г» и корпусом «Д» Инженерно-технологической академии ЮФУ — Добролюбовский пер., 42-54[6][7].

## Памятники
- Памятник Ленину (скульптор Н. В. Томский, архитектор А. А. Заварзин)[8]. Расположен на Октябрьской площади, в нескольких метрах от оси пересекающего её Добролюбовского переулка. Установлен в 1970 году[9].